# Cuticula (rondwormen)
Cuticula of cuticulum is een dikke stevige beschermlaag van rondwormen van collageen op de uit syncytium of een enkele laag cellen bestaande huid.
De cuticula van een rondworm heeft vaak een complexe structuur en kan uit twee tot vier verschillende lagen bestaan:
- De binnenste vezellaag bestaat uit diagonaal tegenovergestelde vezels die in tegengestelde richtingen lopen. Deze laag draagt het meest bij aan de sterkte en elasticiteit van de cuticula.
- De matrixlaag heeft een minder gedefinieerde structuur.
- De corticale laag bestaat uit collageen.
- De buitenste epicuticula is lipide-houdend en wordt bij sommige rondwormgeslachten ook nog bedekt door een lipidelaag.

Onder de huid ligt een laag van in de lengte liggende spieren.